# Virginia Slims Championships 1985
Il Virginia Slims Championships 1985 è stato un torneo di tennis femminile che si è giocato al Madison Square Garden di New York negli USA dal 18 al 24 marzo su campi in sintetico indoor. È stata la 14ª edizione del torneo di fine anno di singolare, la 9a del torneo di doppio.

## Campionesse

### Singolare
Martina Navrátilová ha battuto in finale  Helena Suková con il punteggio di 6–3, 7–5, 6–4

### Doppio
Martina Navrátilová /  Pam Shriver hanno battuto in finale  Claudia Kohde Kilsch /  Helena Suková con il punteggio di 6(4)–7, 6–4, 7–6(5)